# 여도중학교
여도중학교(麗都中學校)는 대한민국 전라남도 여수시 봉계동에 있는 사립 중학교이다.

## 학교 연혁
- 1979년 5월 12일 : 학교법인 여천공단학원 인가 호남정유㈜, 남해화학㈜, 호남에틸렌㈜, 호남석유화학㈜, 한양화학㈜, 한국다우케미칼㈜, ㈜럭키, 대성메탄올공업㈜, 한국전력㈜ 등 9개 출연회사에 의하여 학교법인 여천공단학원 설립
- 1979년 5월 12일 : 초대 백병택 이사장 취임
- 1983년 12월 29일 : 여도중학교 설립인가(9학급)
- 1984년 3월 1일 : 개교
- 1984년 3월 5일 : 1학년 3학급 149명 입학식
- 1984년 5월 4일 : 2학년 2학급 66명 전입
- 1985년 3월 1일 : 초대 김광호 교장 취임
- 1986년 2월 14일 : 제1회 졸업 73명(남 34명, 여 39명)
- 1990년 11월 17일 : 강당 신축
- 1991년 10월 31일 : 특별교실 15실 신축
- 1998년 5월 22일 : 학교법인 명칭변경 (여도공단학원 → 여도학원)
- 2011년 4월 21일 : 교과교실제 홈베이스 준공
- 2011년 6월 9일 : 교과교실제 자율형학교 지정
- 2011년 12월 28일 : 창의·인성 모델 학교(2012-2014)
- 2014년 10월 2일 : 소강당·식당 '호랑관' 준공
- 2015년 6월 24일 : 인조잔디구장 및 육상트랙 개장
- 2019년 3월 1일 : SW선도학교, 디지털선도학교, 여수시 혁신학교
- 2022년 3월 1일 : 제7대 허승호 교장 취임
- 2023년 9월 1일 : 제23대 나민수 이사장 취임
- 2025년 1월 9일 : 제40회 졸업 170명(누계 9,661명)

## 참고 자료
- 여도중학교 - 한국교육학술정보원 학교알리미